# Héctor Mancha
Héctor Mancha (Las Palmas de Gran Canaria, 1977) es un mago español, que en 2015 ganó el premio al mejor mago del mundo que otorga la Federación Internacional de Sociedades Mágicas, siendo el segundo español en conseguirlo después de 30 años.

## Trayectoria
Su interés por la magia empezó viendo por televisión a Juan Tamariz y Pepe Carroll. Aprendió de forma autodidacta desde los 6 años hasta que a los 25 pasó a dedicarse de forma profesional. Llegó a dedicar hasta 18 horas diarias de práctica, sin abandonar su profesión como bombero. Mancha es conocido por aplicar trucos de carterista en sus espectáculos, donde interactúa a corta distancia con el público y realiza sus trucos "robando" los objetos personales de los asistentes.
En 2015 fue reconocido por la Federación Internacional de Artes Mágicas en Italia como el mejor mago del mundo en la categoría de escena. Fue la primera vez que un español consiguió hacerse con el máximo galardón en más 30 años, cuando en 1985 Javier Antón y su hija Ana lograron alzarse como ganadores.
Ha realizado diferentes espectáculos de magia: Miénteme, Magia reservada, o Roba como puedas. También se ha presentado en el Festival Internacional de Magia de Madrid, dirigido por Jorge Blass y que se celebra en el Teatro Circo Price de Madrid, y ha sido jurado en certámenes como el Concurso Madrid Ciudad Mágica.

## Premios y reconocimientos
- 2012 - Mago del Año en España.
- 2014 - Primer premio de magia en el White Magic Festival de Rusia.[11]
- 2014 - Premio Europeo de Magia Técnica Manipulación.[5]
- 2015 - Premio al mejor mago del mundo, categoría de escena.[15]